# Równonoc. Słowiańska dusza
Równonoc. Słowiańska dusza – debiutancki album studyjny polskiego producenta muzycznego Donatana. Wydawnictwo ukazało się 26 października 2012 roku nakładem wytwórni muzycznej Urban Rec. Materiał muzyczny na płycie stanowi nowoczesny hip-hop z odwołaniami do folku. Partie instrumentów ludowych zostały zarejestrowane przez zespół folk metalowy Percival. Gościnnie w nagraniach wzięli udział m.in. Tomasz Knapik, VNM, Gural, Pezet, PIH, Borixon, Kajman, Chada, Sobota, Kaczor, Rafi, RY23 oraz Shellerini. Do albumu została dołączona również płyta zawierająca instrumentalne wersje piosenek, opcjonalnie także album Percival pt. Slava! Pieśni Słowian Południowych.
W ramach promocji zostały zrealizowane teledyski do utworów: „Z dziada-pradziada”, „Niespokojna dusza”, „Nie lubimy robić”, „Słowiańska krew”, „Z samym sobą”, „Budź się” oraz „Szukaj jej tu”.
Nagrania dotarły do 1. miejsca zestawienia OLiS. Płyta uzyskała także status diamentowej.

## Lista utworów
Opracowano na podstawie materiału źródłowego.
CD 1;
1. „Wstęp” (gościnnie: Tomasz Knapik) – 1:15
2. „Słowianin” (gościnnie: VNM) – 2:52
3. „Budź się” (gościnnie: Pezet, Gural, Pih) – 3:26
4. „Z samym sobą” (gościnnie: Sokół) – 3:11
5. „Nie lubimy robić” (gościnnie: Borixon, Kajman) – 3:20
6. „To jest takie nasze” (gościnnie: Onar) – 3:17
7. „Z dziada pradziada” (gościnnie: Trzeci Wymiar) – 3:53
8. „Będą Cię nienawidzić” (gościnnie: Mes) – 3:54
9. „Szukaj jej tu” (gościnnie: Paluch) – 3:28
10. „Niespokojna dusza” (gościnnie: Chada, Słoń, Sobota) – 4:01
11. „Pij wódkę” (gościnnie: Jarecki, DJ BRK) – 2:47
12. „Słowiańska krew” (gościnnie: Gural, Shellerini, Kaczor, Ry23, Rafi) – 4:23
13. „Jestem stąd jestem sobą” (gościnnie: Miuosh, Pelson, Ero, Małpa) – 4:04
14. „Noc kupały” (gościnnie: Tede) – 3:50
15. „Zew” (gościnnie: B.R.O, Z.B.U.K.U, Sitek) – 3:23
16. „Niech obdarzy niech obrodzi” (gościnnie: Hukos, Cira) – 2:54

| CD 2; Instrumentale. |
| --- |
| 1. „Wstęp” 2. „Słowianin” 3. „Budź się” 4. „Z samym sobą” 5. „Nie lubimy robić” 6. „To jest takie nasze” 7. „Z dziada pradziada” 8. „Będą Cię nienawidzić” 9. „Szukaj jej tu” 10. „Niespokojna dusza” 11. „Pij wódkę” 12. „Słowiańska krew” 13. „Jestem stąd – jestem sobą” 14. „Noc kupały (szaleństwo prastarych rytuałów)” 15. „Zew” 16. „Niech obdarzy – niech obrodzi” |

| CD 3; Percival – Slava! Pieśni Słowian Południowych. |
| --- |
| 1. „Gusta mi magla” 2. „Delberino” 3. „Karanfilče” 4. „Vrsuta” 5. „Lazare” 6. „Korita Ivanova” 7. „Ne orji, ne sejaj” 8. „Naranča” 9. „Žali Zare” 10. „Ljubav se ne trži” 11. „Šta to radiš” 12. „Karanfile” 13. „Dve nevesti” |

## Twórcy
- Witold „Donatan” Czamara – muzyka, produkcja muzyczna, producent wykonawczy
- Tomasz „Teka” Kucharski – miksowanie, mastering
- Andrzej Tomaszuk – opracowanie graficzne
- Sławomir Uta – pomoc merytoryczna
- Tomasz Knapik – lektor
- Percival (Mikołaj Rybacki, Katarzyna Bromirska, Joanna Lacher, Christina Bogdanova) – śpiew, instrumenty (bałałajka, skrzypce, wiolonczela, akordeon, mandolina, trombita, flet, saz, rebec)
- VNM, Pezet, Gural, Pih, Sokół, Borixon, Kajman, Onar, Trzeci Wymiar (Nullo, Szad, Pork), Mes, Paluch, Chada, Słoń, Sobota, Jarecki,
DJ BRK, Gural, Shellerini, Kaczor, Ry23, Rafi, Miuosh, Pelson, Ero, Małpa, Tede, B.R.O, Z.B.U.K.U, Sitek, Hukos, Cira – rap